# Acalypha salicina
Acalypha salicina là một loài thực vật có hoa trong họ Đại kích. Loài này được Hutch. ex Cardiel mô tả khoa học đầu tiên năm 2002 publ. 2003.